# 君に伝えたい
君に伝えたい（きみにつたえたい）は、1994年4月3日から6月26日までの間、毎週日曜23:00 - 23:30（JST）に放送されたドラマである。毎日放送（MBS）制作、TBS系列（ただし一部系列局除く）にて放送。
2008年5月、南海放送にて再放送された。

## 概要
- スポンサーはJT一社提供。同局のこの時間帯に放送されたドラマには、JTドラマBOXというシリーズ名称がついていた。

- 毎週、心もよう、恋愛をテーマとした、一話完結のドラマを放送していた。なお、同シリーズのドラマ『泣きたい夜もある』とは少々異なり、たとえば相違点として、本作は二人芝居にこだわった製作をおこなってはいない点がある。

- 本作をもってこの放送枠内のドラマは終了し、トーク番組へ路線を移行した。

## タイトル・出演者
- 第1回「女×5＜＝あいつ」（4月3日）
  - 山下徹：木村拓哉、水上玲子：渡辺満里奈、中村周史、村岡英美、植田あつきほか（今週のスピンオフ：森脇健児）

- 第2回「卒業・II」（4月10日）
  - 圭介：森脇健児、弘美：かとうれいこ、彦摩呂ほか

- 第3回「結婚したい男」（4月17日）
  - 弘一：寺脇康文、藤田朋子、遠山俊也、芹沢名人、大林丈史、中根徹、立原麻衣、島崎路子ほか（今週のスピンオフ：中居正広）

- 第4回「恋するシティボーイ～東京純愛症候群」（4月24日）
  - 俊介：中居正広、尚美：田村英里子、宮下直紀、佐藤愛子、島ひろ子、菅野美穂、赤星昇一郎ほか（今週のスピンオフ：渡辺いっけい）

- 第5回「プロポーズ記念日」（5月1日）
  - 美代子：斉藤慶子、哲夫：渡辺いっけい、国舞亜矢、阿部サダヲ、西守正樹、沢村亜津佐ほか（今週のスピンオフ：河合奈保子）

- 第6回「港町の紙飛行機」（5月8日）
  - 美紀：河合奈保子、公彦：中上雅巳ほか（今週のスピンオフ：墨田ユキ）

- 第7回「彼女が最高!!」（5月15日）
  - 亨：植草克秀、墨田ユキ、髙田万由子、雅まさ彦、麻宮淳子、土井晴人ほか（今週のスピンオフ：工藤夕貴）

- 第8回「私の恋は売約済み」（5月22日）
  - 裕美：工藤夕貴、和也：大森嘉之、黒田アーサー、あがりた亜紀ほか（今週のスピンオフ：榊原利彦）

- 第9回「そっとさよなら」（5月29日）
  - 平太：榊原利彦、千恵：常盤貴子、白井拓巳、大木実ほか（今週のスピンオフ：大塚寧々）

- 第10回「遠距離恋愛白書」（6月5日）
  - 麻莉：大塚寧々、中村繁之、井上彩名、ハント・ケーシほか（今週のスピンオフ：賀来千香子）

- 第11回「再会」（6月12日）
  - 望月礼子：賀来千香子、白石まもる：別所哲也、池田しょう子、米川サチ、正城慎太郎ほか（今週のスピンオフ：木村拓哉）

- 第12回・最終回「溺れてみたい」（6月19日・6月26日）
  - 三宅裕司、水野美紀、久本雅美、石野真子、松崎しげる、北島慎也ほか

## スタッフ
- 脚本：野依美幸（1・5）、笠井健夫（1・7）、鈴木貴子（2・12）、中山乃莉子（3・4・10）、尾崎将也（6・8）、市川森一（9）、岡田惠和（11）、矢沢和重（12）、中村樹基（10話原案）
- 演出：芝野昌之（1・4・8）、阿部雄一（1・2・3・10）、川崎善広（5）、日高英雄（6）、藪内広之（7）、青井邦臣（9）、国本雅広（11）、小池唯一（12）
- プロデュース：丸谷嘉彦、芝野昌之、青井邦臣、東城祐司、明石竜二、志村彰
  - （12のみ）：百武健之、加藤和廣、遠谷信幸
- 編集・MA（1 - 5・7・8・10・11）：ビデオフォーカス
  - （12のみ）：東通ビデオセンター
- 技術協力（1 - 5・7・8・10・11）：テイクシステムズ、フォーチュン
  - （6・9のみ）：アーチェリープロダクション、サウンドエースプロダクション
  - （12のみ）：東通
- 6話・9話製作協力：MBS企画
- 製作：毎日放送、メディアミックス・ジャパン（12話のみタイクス）

## 主題歌
- 土井晴人「ぼくは君のララバイ」

| 毎日放送 JTドラマBOX                              | 毎日放送 JTドラマBOX              | 毎日放送 JTドラマBOX                      |
| 前番組                                            | 番組名                            | 次番組                                    |
| ------------------------------------------------- | --------------------------------- | ----------------------------------------- |
| デザートはあなた                                  | 君に伝えたい                      | 廃枠                                      |
| 毎日放送・TBS 日曜23時台前半枠（1994.4.3 - 6.26） |                                   |                                           |
| デザートはあなた                                  | 君に伝えたい 【本作までドラマ枠】 | 優雅なエゴイズム 【ここからトーク番組枠】 |